# ويلهلم فيشر (عالم نبات)
ويلهلم فيشر (بالإسبانية: Wilhelm Vischer)‏ هو عالم نبات باراغواياني، ولد في 5 يناير 1890 في بازل في سويسرا، وتوفي بنفس المكان في 1960.